# كيني هيغينز
كيني هيغينز (بالإنجليزية: Kenny Higgins)‏ هو لاعب كرة قدم أمريكية ولاعب كرة القدم الكندية أمريكي، ولد في 21 سبتمبر 1982 في لونغ بيتش في الولايات المتحدة.